# Flortaucipir (18F)
Флортауципир (18F) — радиофармацевтический препарат для диагностики болезни Альцгеймера. Одобрен для применения: США (2020).

## Механизм действия
Связывается с нейрофибриллярными клубками.

## Показания
Определение плотности нейрофибриллярных клубков при диагностике болезни Альцгеймера с помощью ПЭТ.